# فالديس (أستورياس)
بلدية فالديس (بالإسبانية: Valdés) هي بلدية تقع في منطقة أستورياس شمال غرب إسبانيا.

## الديموغرافيا
بلغ عدد سكان بلدية فالديس 13.241 نسمة عام 2011 (وفقاً للمعهد الوطني للإحصاء الإسباني).
| 16.073 | 15.556 | 14.854 | 14.205 | 13.838 | 13.529 | 13.241 |

## أعلام
- بورخا فيدال